# ГЕС Långströmmen
ГЕС Långströmmen – гідроелектростанція у центральній частині Швеції. Знаходячись між ГЕС Krokstrommen (вище по течії) та ГЕС Storåströmmen, входить до складу каскаду на річці Юснан, яка впадає у Ботнічну затоку Балтійського моря біля міста Юсне.
В межах проекту річку перекрили земляною греблею висотою 28 метрів та довжиною біля 0,8 км. Вона утримує водосховище Långsjön з проектним коливанням рівня поверхні в діапазоні лише 0,35 метра, чому відповідає корисний об’єм 0,8 млн м3. Від греблі по правобережжю прямує дериваційний канал довжиною 2,5 км, ліву сторону якого на окремих ділянках складають споруджені на схилі долини земляні дамби довжиною 0,5 та 0,75 км.
По завершенні каналу ресурс подається до підземного машинного залу, який у 1961 році обладнали двома гідроагрегатами  загальною потужністю 46 МВт, що працювали з напором у 31 метр. Станом на середину 2010-х потужність станції довели до 55 МВт, тоді як річна виробітка становить 265 млн кВт-год електроенергії. 
Відпрацьована вода повертається в Юснан через відвідний тунель довжиною 0,9 км, за яким слідує відкритий канал довжиною 0,4 км.
У 2015 році в межах програми з підвищення безпеки гідротехнічних споруд розпочали проект модернізації греблі. Її висоту збільшать на один метр, а також спорудять додатковий водопропускний шлюз і дренажний канал довжиною 0,5 км, який матиме глибину до 28 метрів та ширину по дну 20 метрів. Прокладання останнього потребуватиме виїмки 90 тис м3 породи, котра й піде на підсилення греблі.